# Наводнение на село Бисер
Наводнението на село Бисер от 6 февруари 2012 г. е причинено от скъсването на язовирна стена, което нанася много щети в района на селото и взема 10 жертви.

## Спор за язовира
От 2003 г. тече спор кой отговаря за стопанисването на язовир „Иваново“ – намира се на територията на Община Харманли, но водата от басейна се използва с предимство като противопожарен резервоар за вода заради разположен в съседство военен стрелкови полигон. През 2009 г. Изпълнителната агенция по рибарство и аквакултури уведомява Областната администрация в Хасково за установен силен теч от стената на язовир „Иваново“.

### Развитие
На 6 февруари 2012 г. стената на язовир „Иваново“ се пропуква и няколкометрова вълна залива село Бисер , което се намира на около 10 километра надолу по течението на изтичащата от язовира река Бисерска. В резултат десетки домове са наводнени, а много домашни животни се удавят.  Загиват 10 души.
На следващия ден е съобщено за възможността втора язовирна стена да се спука, но това не става . От медиите става ясно, че по стената на яз. „Иваново“ е имало пукнатини още през 2006 г., но не са предприети мерки заради спорове относно собствеността на язовира и прехвърляне на отговорност между Министерството на отбраната, община Харманли и областната администрация в Хасковско. 

Еврокомисарят по бедствията и авариите Кристалина Георгиева пристига на мястото, където заедно с премиера Бойко Борисов и президента Росен Плевнелиев се запознава с нанесените от бедствието щети.  Заедно със средствата, отпуснати от държавата, кампании по набиране на дарения и подпомагане на пострадалите се извършват от граждани, организации и учреждения.
Правителството обявява, че контролът над всички язовири в България преминава към държавното предприятие „Язовири и каскади“. . 8 февруари е обявен за ден на национален траур. Българските власти искат от ЕС помощ чрез механизма на ЕС за гражданска защита. 